# Michael Brewster
(en) Statistiques sur pro-football-reference
Michael Brewster (né le 27 juillet 1989 à Orlando) est un joueur américain de football américain. Il joue actuellement avec les Jaguars de Jacksonville.

## Enfance
Brewster étudie à la Edgewater High School de sa ville natale d'Orlando où il est nommé pour sa dernière année au lycée, en 2007, All-American par USA Today, Parade et EA Sports. Pour le site Scout.com, il est le meilleur centre au niveau lycéen du pays pour la classe de 2008.

## Carrière

### Université
Il entre à l'université d'État de l'Ohio où il commence des études en communication. En 2008, il remplace Steve Rehring, blessé, lui permettant d'obtenir la place de centre titulaire, qu'il ne quittera plus. Après la saison 2008, il est nommé All-American dans la catégorie des freshman (étudiant de première année).

### Professionnel
Michael Brewster n'est sélectionné par aucune équipe lors du draft de la NFL de 2012. Le 28 avril 2012, il signe avec les Jaguars de Jacksonville comme agent libre non drafté.

## Palmarès
- Nommé All-American au niveau lycéen en 2007 par USA Today, Parade et EA Sports.
- Classé meilleur centre lycéen du pays (classe de 2008) par Scout.com
- Nommé All-American pour les freshman en 2008.